# سيرجي موروزوف
سيرجي موروزوف (بالروسية: Сергей Сергеевич Морозов)‏ هو منافس ألعاب قوى روسي، ولد في 21 مارس 1988 في سارانسك في روسيا.

## وصلات خارجية
- سيرجي موروزوف على موقع الاتحاد الدولي لألعاب القوى (الإنجليزية)